# Slag bij Kessler's Cross Lanes
De Slag bij Kessler's Cross Lanes of de Slag bij Cross Lanes vond plaats op 26 augustus 1861 in Nicholas County, Virginia (nu West Virginia tijdens de Amerikaanse Burgeroorlog.
Op 26 augustus 1861 vielen Zuidelijke eenheden onder leiding van brigadegeneraal John B. Floyd het 7th Ohio Regiment aan bij Kessler's Cross Lanes. Het 7th Ohio stond onder bevel van kolonel Erastus Tyler. De Noordelijke troepen werden volledig verrast en sloegen op de vlucht. Floyd trok zich daarna terug naar een defensieve positie bij Carnifex Ferry. Generaal Robert E. Lee nam het algemeen bevel over van de Zuidelijke eenheden en probeerde de eenheden van de brigadegeneraals Floyd, Henry A. Wise en William W. Loring te coördineren.

## Bron
- National Park Service - Kessler's Cross Lanes